# Kottbusser Damm
Kottbusser Damm är en genomfartsgata i Berlin som leder från Kottbusser Brücke över Landwehrkanal i norr till Hermannplatz i söder. Gatumarken och husnumren 1–36 på västra sidan ligger i området Graefekiez i stadsdelen Kreuzberg, medan bebyggelsen på östra sidan med husnumren 62–104 tillhör området Reuterkiez i stadsdelen Neukölln.

## Historia

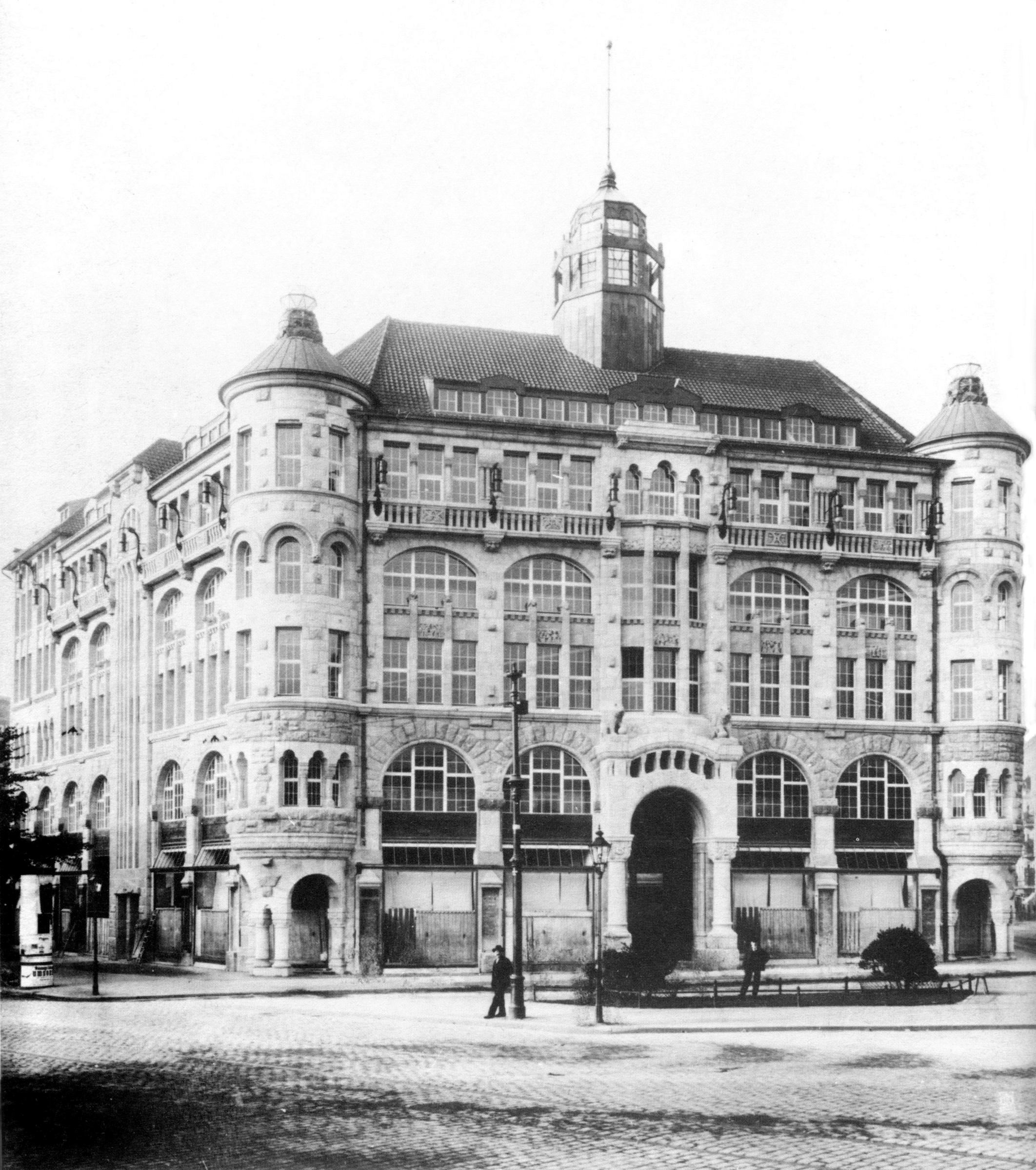
Jandorfvaruhuset, foto från 1906. Byggnaden låg vid korsningen med Graefestrasse och förstördes i andra världskriget.

Gatan har sitt ursprung i den redan på 1500-talet omnämnda landsväg som löpte ut från Berlins centrum i riktning mot Cottbus och Dresden. Den äldre stavningen av ortsnamnet Cottbus, "Kottbus", har behållits i Berlins gatunamn, exempelvis även för det närbelägna torget Kottbusser Tor. Under mitten av 1800-talet kallades gatan Rixdorfer Damm efter det äldre namnet på Neukölln, men på 1870-talet fick gatan sitt nuvarande namn. De omgivande kvarteren bebyggdes ursprungligen i samband med Berlins snabba tillväxt under Gründerzeit i slutet av 1800-talet.

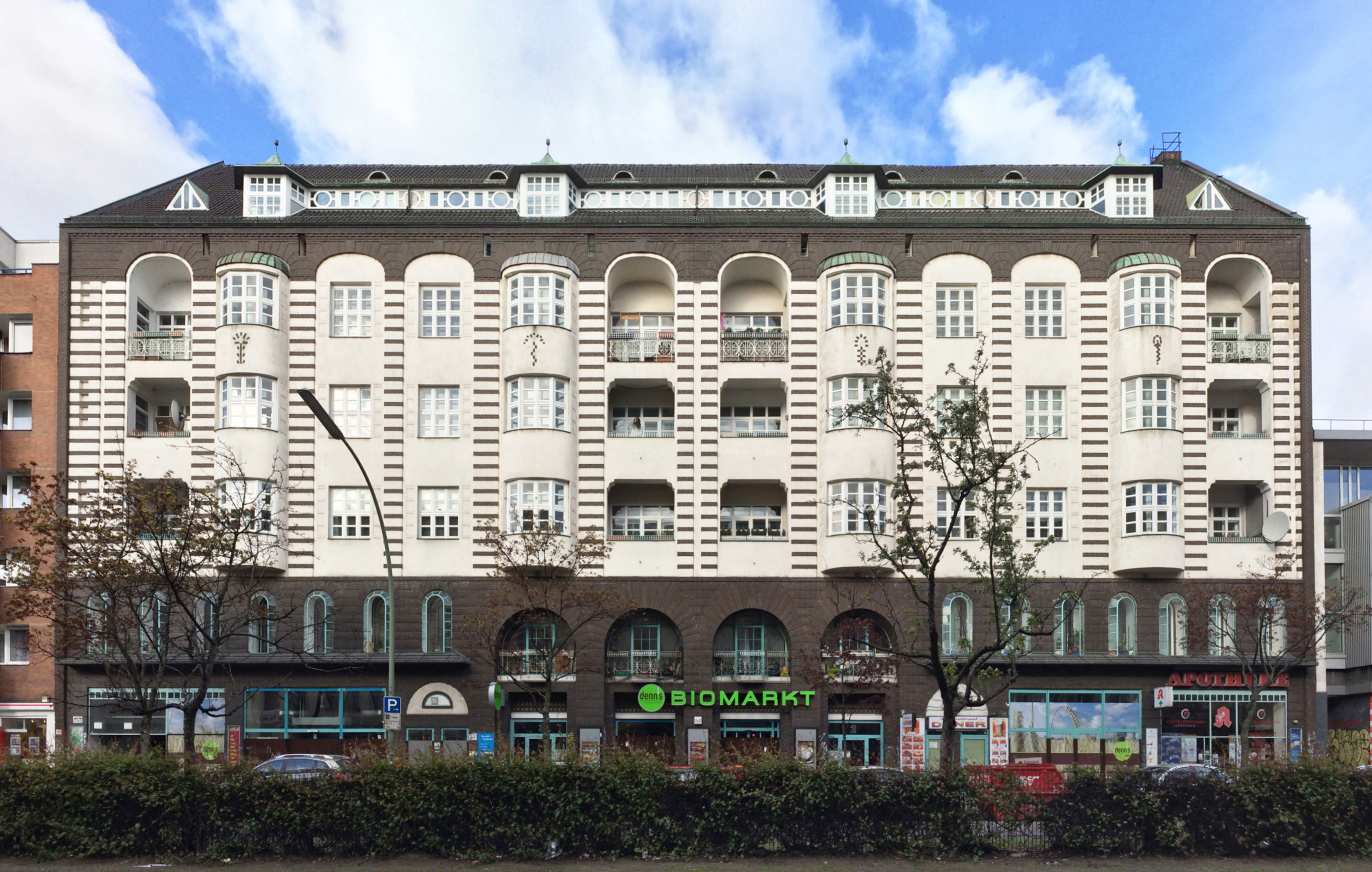
Huset Kottbusser Damm 2/3 ritades av Bruno Taut och Arthur Vogt och stod färdigt 1911.

Husen nr 2/3 respektive 90 ritades av Bruno Taut och Arthur Vogt omkring 1910 och är idag kulturminnesmärkta.
Bristen på renoveringar efter andra världskriget och det avsides läget under Berlins delning gjorde att många större butiker stängdes och stora delar av bebyggelsen förslummades. Med tiden har området kommit att få stora arabiskspråkiga och turkiska minoriteter, och gatubilden domineras av små turkiska och arabiska butiker och restauranger. Här serverades redan i början av 1970-talet den typ av döner kebab i bröd som sedan dess blivit utmärkande för det turkiska köket i Tyskland.

## Trafik
Gatan är en bred sexfilig gata med planterad mittremsa. En fil i vardera riktningen används som gatuparkering.
Under gatan löper tunnelbanelinjen U8, med den 1927 öppnade kulturminnesmärkta stationen Schönleinstrasse. Stationen är ett ovanligt välbevarat exempel på de tunnelbanestationer som ritades av den svenske arkitekten Alfred Grenander.

## Anslutande gator och platser
Vid gatans norra ände övergår den, vid Kottbusser Brücke över Landwehrkanal, i Kottbusser Strasse norrut i riktning Kottbusser Tor. 
Parallellt med kanalen löper strandgatorna Maybachufer österut och Planufer västerut. I korsningen ansluter även Graefestrasse åt sydväst.
I södra änden av gatan ligger Hermannplatz, där gatans södra ände möts i en korsning med Urbanstrasse västerut och Sonnenallee österut.